# Маревский сельсовет
Ма́ревский сельсове́т — упразднённое сельское поселение в Тындинском районе Амурской области.
Административный центр — посёлок Маревый.

## История
3 августа 2005 года в соответствии с Законом Амурской области № 32-ОЗ муниципальное образование наделено статусом сельского поселения.
Упразднено в январе 2021 года в связи с преобразованием муниципального района в муниципальный округ.

## Население
| 2002 | 2010 | 2011 | 2012 | 2013 | 2014 | 2015 |
| ---- | ---- | ---- | ---- | ---- | ---- | ---- |
| 512  | ↗698 | ↘693 | ↘673 | ↘638 | ↘620 | ↘603 |
| 2016 | 2017 | 2018 |      |      |      |      |
| ↘601 | ↗602 | ↘599 |      |      |      |      |

## Состав сельского поселения
| № | Населённый пункт | Тип населённого пункта          | Население |
| - | ---------------- | ------------------------------- | --------- |
| 1 | Маревый          | посёлок, административный центр | ↘599      |